# 브리검영 대학교

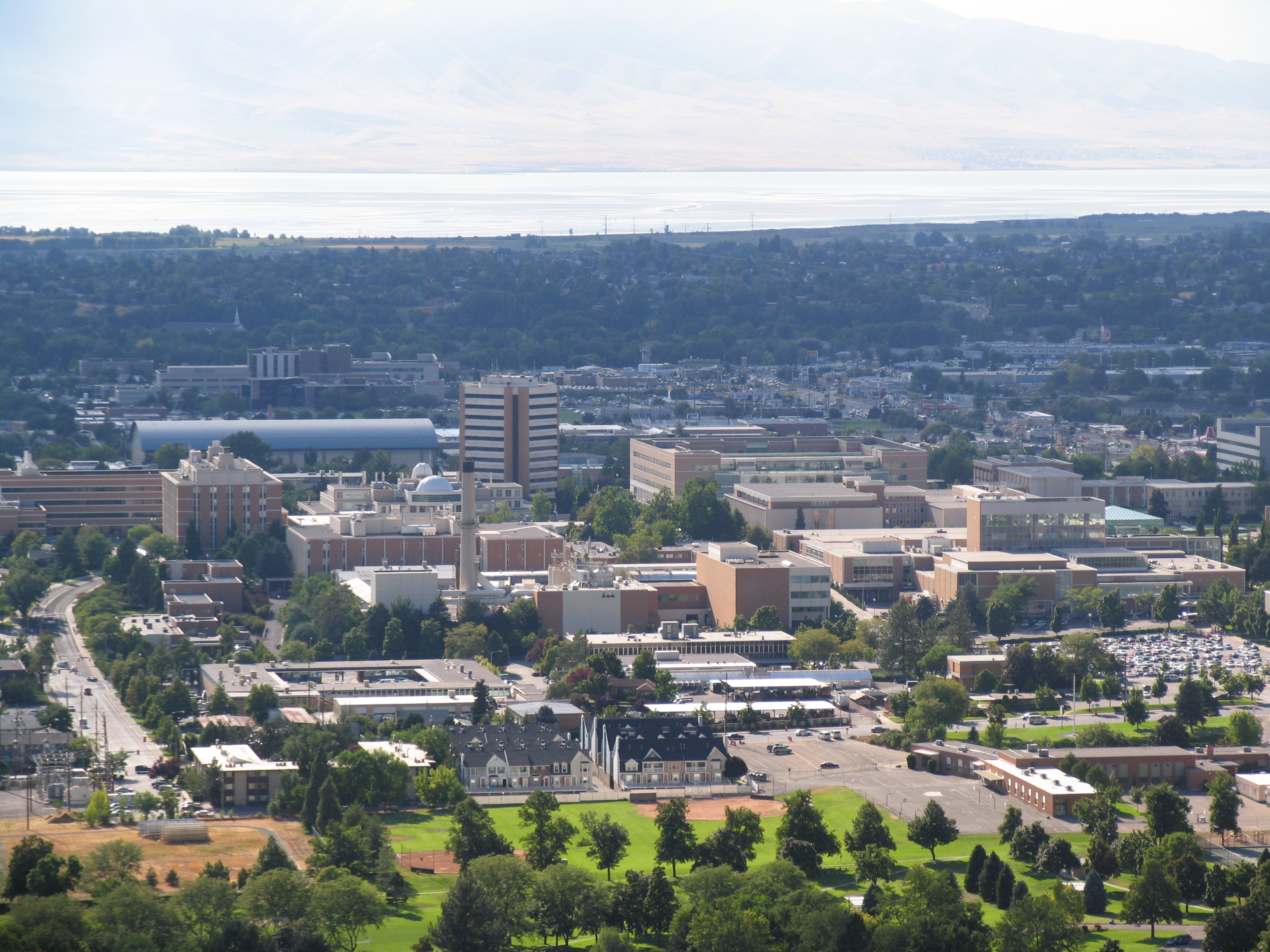
BYU 캠퍼스

브리검영 대학교(Brigham Young University, BYU, the Y)는 미국 유타주 프로보에 있는 유타의 사립대학이다.

## 개요
1875년 8월 16일에 첫 개교되어 이후 현재에 이르고 있다. 예수 그리스도 후기성도 교회 재단이 소유하고 있는 교육 기관 중 하나이다. BYU는 미국에서 가장 큰 종교 대학이며, 두 번째로 큰 사립 대학이다. 학생의 약 98%가 후기성도 교회 회원이며, 미국 학생의 약 2/3는 유타가 아닌 다른 지역에서 온 학생들이다.

## 소개
BYU 학생들은 교회회원 여부를 떠나 교회학교에서 요구하는 어너 코드(Honor code)를 따르도록 되어있다. 이는 혼전/혼외 성관계, 마약이나 알코올의 복용, 학업 부정행위 및 복장에 일정한 제한을 두는 학칙이다. BYU 남학생들의 97%, 여학생들의 약 32%는 후기성도 교회 선교사로서 약 2년간 학업을 중단하고 전 세계를 돌아다니며 선교 사업을 펼친다. 이들은 선교 사업을 통해 외국어 구사 능력을 길러, BYU 학생의 75%는 일정 수준의 외국어 구사 능력을 가진다. BYU는 또한 70개가 넘는 언어 수업을 제공하기도 한다.
BYU는 학사과정, 68개의 석사과정 및 25개의 박사과정 외에도 J. Reuben Clark Law School에서 법학과정 역시 제공한다.

## 역사

### 설립 초기

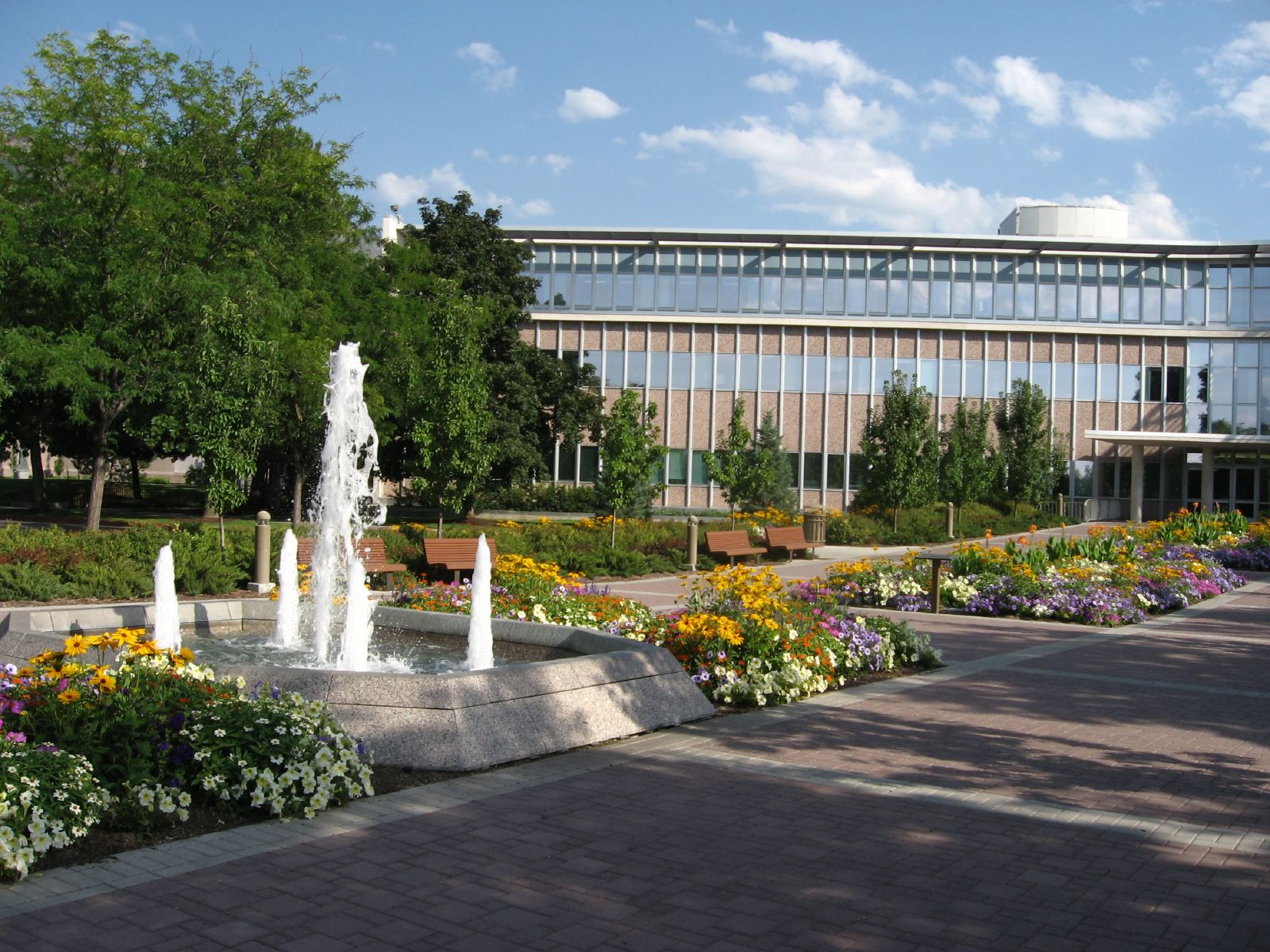
BYU 캠퍼스 행정본관 Abraham Smoot Building(ASB)

- BYU의 역사는 1862년 워렌 더슨베리(Warren Dusenberry)가 200 E 200 N의 가장자리에 “Cluff Hall"이라는 어도비 건물에서 학교를 설립하면서 시작되었다. 1867년, 유타 드레이퍼에 학교가 세워질 것이라고 생각한 브리검 영(Brigham Young)은 1875년 10월에 Lewis Building을 사들였다. 이로 인해 일반적으로 브리검영 대학교의 설립일은 "1875년 10월 16일"이라고 간주된다. 데저렛 대학(University of Deseret, 현 유타 대학교)에서 갈라져 나온 “브리검영 아카데미(BYA, Brigham Young Academy)는 1876년 1월 1일 첫 수업을 시작하게 되었다.

- 브리검 영이 선택한 칼 메이저(Karl Maeser)라는 독일 이민자가 교장으로 오기 전인 1876년 4월까지는 워렌 더슨베리가 임시교장으로 근무하였다. BYA는 벤자민 클러프 주니어(Benjamin Cluff. Jr’s)의 임기가 끝나기 전까지 대학으로 승격하지 못하였다. BYA는 1896년 7월 18일까지 지역사회 주민과 개개인의 자금적 도움만 받았을 뿐, 후기성도교회로부터의 공식적인 지원을 받지 못한 상태였다. 클러프의 뛰어나지 못한 경영관리는 그의 강직(降織)으로 이어졌으나, 마지막에 그는 교명을 브리검 영 대학(BYU, Brigham Young University)으로 바꿀 것을 이사회에 제안했다. 그의 제안에 반대하는 이는 상당수였다. 대학교로 승격될 만큼 학교가 충분히 크지 못하다는 이유로 인한 반대가 대부분이었다. 하지만 제안은 결국 통과되었고, 끝까지 반대하던 안톤 런드(Anthon H. Lund)는 “큰 모자에 맞도록 머리가 충분히 자란다면 좋겠다"라고 기록한 바 있다.

- 1903년, 브리검영 아카데미는 해산되고, 두 개의 대체 교육기관이 설립되었다. 바로 브리검영 고등학교(BY High School)와 브리검 영 대학(BYU)이다. 참고로 브리검영 고등학교의 1907년 졸업반 학생들은 현재 Y Mountain이라 불리는 산에 새겨진 큰 “Y”를 만들어낸 장본인이다. 이사회는 조지 브림홀(George H. Brimhall)을 BYU의 새로운 학장으로 선출하였다. 그는 40세까지 고등교육을 받지 못했지만, 뛰어난 웅변가이자 조직자였다. 그는 임기 내에 “템플 힐(Temple Hill)”이라 불리는17 에이커(6만 9천 평방미터)에 이르는 땅을 프로보시(市)로부터 사들였다. 이 땅의 매매에 대해 지역 주민들 사이에 논쟁이 있었지만, 결국 대학은 1909년, 현 BYU 캠퍼스 건물 중 가장 처음으로 세워졌던 메이저 빌딩(Karl G. Maeser Memorial)을 세우게 된다. 그는 학교의 종교적 성격과 진화론과의 충돌이 한창 대두되었을 당시 역시 학장 직을 역임하고 있었다. 당시 후기성도교회의 회장이었던 조셉 에프 스미스(Joseph F. Smith)는 학교에서 임시적으로나마 진화론을 가르치지 말라고 함으로써 이 문제를 해결하려 하였다. 실제로 사람들은 당시의 BYU는 "종교 위주의 신학교와 다를 바가 없다"라고 표현한 바 있다. 하지만, 이 시기에 BYU를 졸업한 많은 이들은 각 분야에서 크게 성공했다고 한다.[2]

### 발전
- 1921년, 프랭클린 해리스(Franklin S. Harris)가 총장으로 선출되었다. 그는 역대 BYU 총장 중 처음으로 박사학위를 지닌 총장이었다. 해리스 총장은 갓 대학으로 승격된 BYU에 남아있던 전문학교의 자취를 없애고, 진정한 대학교로 재조직하였다. 취임 당시, BYU는 비인가 대학이었으나, 그가 떠날 때의 BYU는 모든 주요 단체들로부터 인가를 받은 대학이 되어 있었다. 해리스 총장의 후임으로는 캘리포니아 대학에서 박사학위를 취득한 하워드 맥도널드(Howard S. McDonald)가 임명되었다. 맥도널드 총장이 취임하였을 즈음, 제2차 세계 대전이 막 종전됨과 동시에 많은 수의 학생들이 BYU로 몰려들었다. 그의 재임기간 동안에만 BYU의 학생 수는 5배가 늘어나 5,440명이 되었다. 맥도널드 총장은 갑작스레 늘어난 학생들을 모두 수용하기 위해 유타 옥든(Ogden)시에 있는 미공군 기지의 한 부분을 사들였다. 후임인 어니스트 윌킨슨(Ernest L. Wilkinson) 총장 역시 학생들을 수용하기 위해 80개 이상의 빌딩을 지었다. 윌킨슨 총장의 재임기간 동안 학생 수는 6배가 증가하여, 당시 미국 최대의 사립대학이 되었다. 학생들의 수준 역시 올라, 학교의 높은 표준을 정하는데 큰 도움이 되었다. 마지막으로, 윌킨슨 총장은 교내 LDS 교회를 재편성하여, 10개의 스테이크와 100개의 와드가 늘어났다.

- 댈린 옥스(Dallin H. Oaks)는 1971년 윌킨슨 총장의 후임으로 선출되었다. 옥스 총장은 전임인 윌킨슨 총장의 뒤를 이어 학교를 키우는데 힘을 다하였다. BYU 법학대학원(J. Reuben Clark Law School)의 설립과 새로운 경영대학 설립의 계획, 그리고 도서관의 증축 모두 옥스 총장의 재임 기간 내에 일어난 일이다. 제프리 홀란드(Jeffery R. Holland)는 후임으로서 우수한 교육과 신앙을 장려하였다. 그는 학교의 종교적인 특성은 숨겨져야 할 것이 아니라, 오히려 이를 통해 더욱 발전해야 한다고 믿었다. 그는 예루살렘에 BYU의 캠퍼스를 설립하였다. 이것이 바로 오늘날의 "BYU 예루살렘 센터"이다. 1989년, 렉스 리(Rex E. Lee)가 새로운 총장으로 선출되었다. 리 총장은 캠퍼스의 벤슨 과학 빌딩(Benson Science Building)과 예술 박물관(Museum of Art)를 담당하였다. 암 환자였던 리 총장을 기리기 위해, BYU에서는 매년 "Rex Lee Run"이라는 암 환자를 위한 모금 행사를 주최한다. 1996년, 리의 후임 메릴 베이트맨(Merrill J. Bateman)은 교내외 36개의 빌딩의 설립과 96년부터 99년까지의 Harold B. Library의 증축에 주력을 다하였다. 또한 그는 Mountain West Conference의 설립에 큰 힘을 실은 대학 지도자 중 하나이기도 하다. BYU의 운동팀은 Western Athletic Conference 소속이었지만, 후에 Mountain West Conference에 가입을 하게 된다. 2000년, 베이트맨 총장은 BYU 위성 TV 네트워크를 개통하기도 했다. 9·11 테러가 있었을 당시, 베이트맨 총장은 매주 화요일에 열리는 교내 종교행사를 취소하고, 학생들에게 평화를 위해 기도하도록 하였다. 그의 후임으로는 현재 재임 중인 세실 오 사뮤엘슨이 선출되었다.

## 학문적 평가

### 입학과 통계

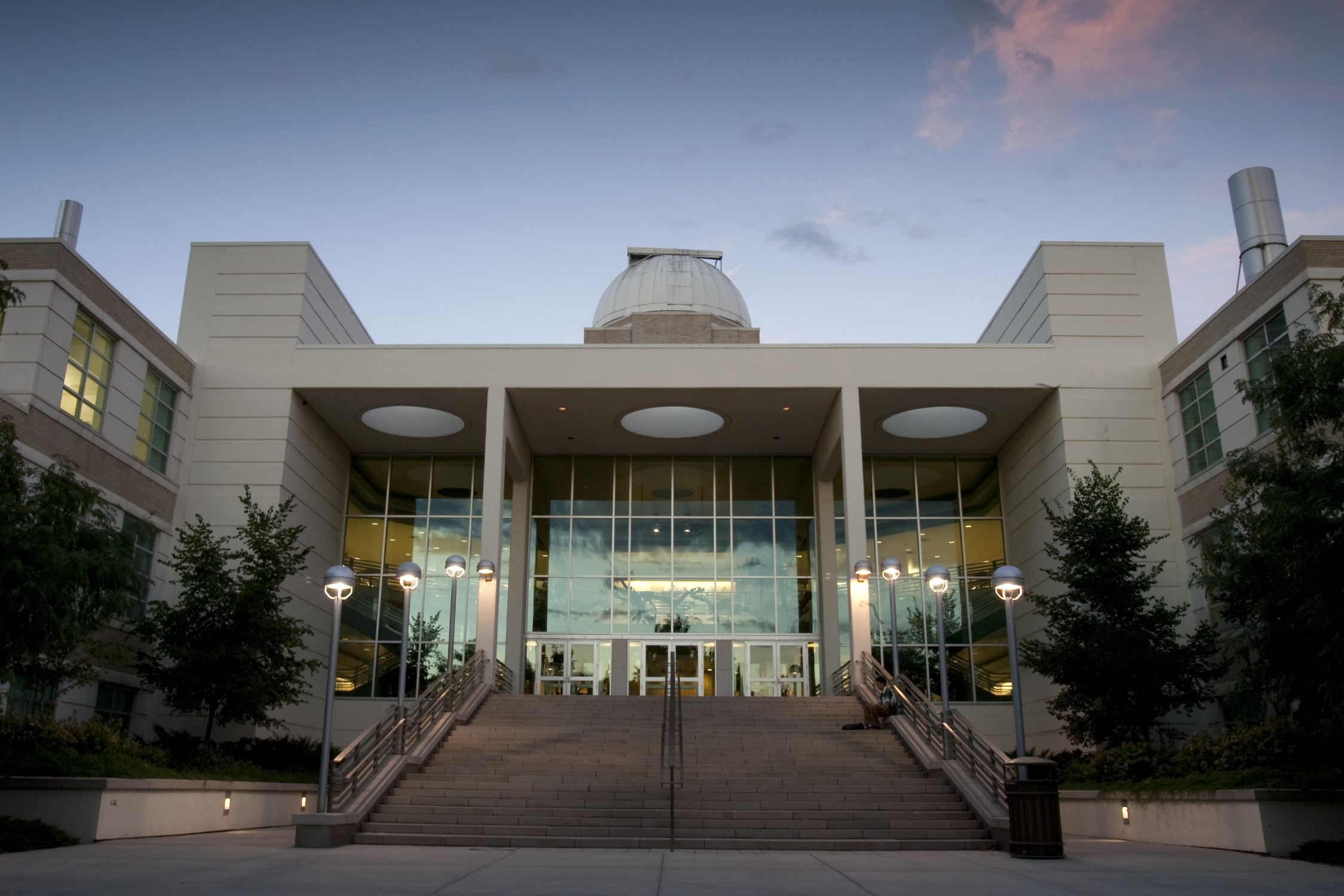
Eyring Science Center, BYU 과학대학

BYU는 2009년 가을학기에 지원한 10,409명의 학생 중 68.0%에 해당하는 7,066명을 합격시켰다. 합격한 학생들의 학점 평균은 3.8/4.0 이었으며, ACT 시험 점수 평균은 28.2 이었다.
U.S. News and World Report지는 BYU의 합격률을 텍사스 대학교(University of Texas)와 오하이오 주립 대학교(Ohio State University)의 그것과 비슷한 수준으로 설명하고 있다. 또한 U.S. News and World Report지에서 '가장 인기있는 대학'(Most Popular Colleges) 랭킹에서 하버드 대학과 공동 1위를 차지 하기도 하였다. 대학 합격생의 등록률을 보여주는 이 순위는 합격생 중 몇 명이 타 대학을 포기하고 BYU 혹은 하버드 대학을 선택하는가를 수치화 한 결과를 보여준다. BYU는 합격생 중 77%가, 하버드는 79%의 합격생이 대학을 다니기로 선택했다.
2005년에는 2,396명의 외국인 유학생들이 있었으며, 이는 학교 전체 학생 수 중 8%를 차지한다. 이들 중 98% 이상이 교회 회원이다. 2006년에는 학교 전체 학생의 12.6%가 외국인 유학생이었으며, 이들의 대부분은 아시아계나 히스패닉계였다.

### 순위
후기성도 교회 재단 대학의 특성상, 많은 학생들이 2년의 선교사업으로 인해 졸업까지의 기간이 짧게는 6년에서 길게는 7년 이상까지 늘어나, BYU 전체 순위는 다른 대학들에 비해 저평가 되어있다. 2014년도 U.S. News and World Report지가 발표한 랭킹에 의하면, BYU는 약 4000개의 사립 및 공립 대학 중 전미 62위를 차지했다. The Princeton Review지는 BYU를 2007년도 '가장 가치있는 대학'으로 선정하였다.U.S. News and World Report지는 또한 '최고의 대학, 최소의 학비' 랭킹에서 BYU를 19위로 선정하였다.
Wall Street Journal은 2006년 BYU를 가장 도덕적인 학교 2위에 선정하였다.

#### 메리어트 스쿨 (메리어트 경영대학)

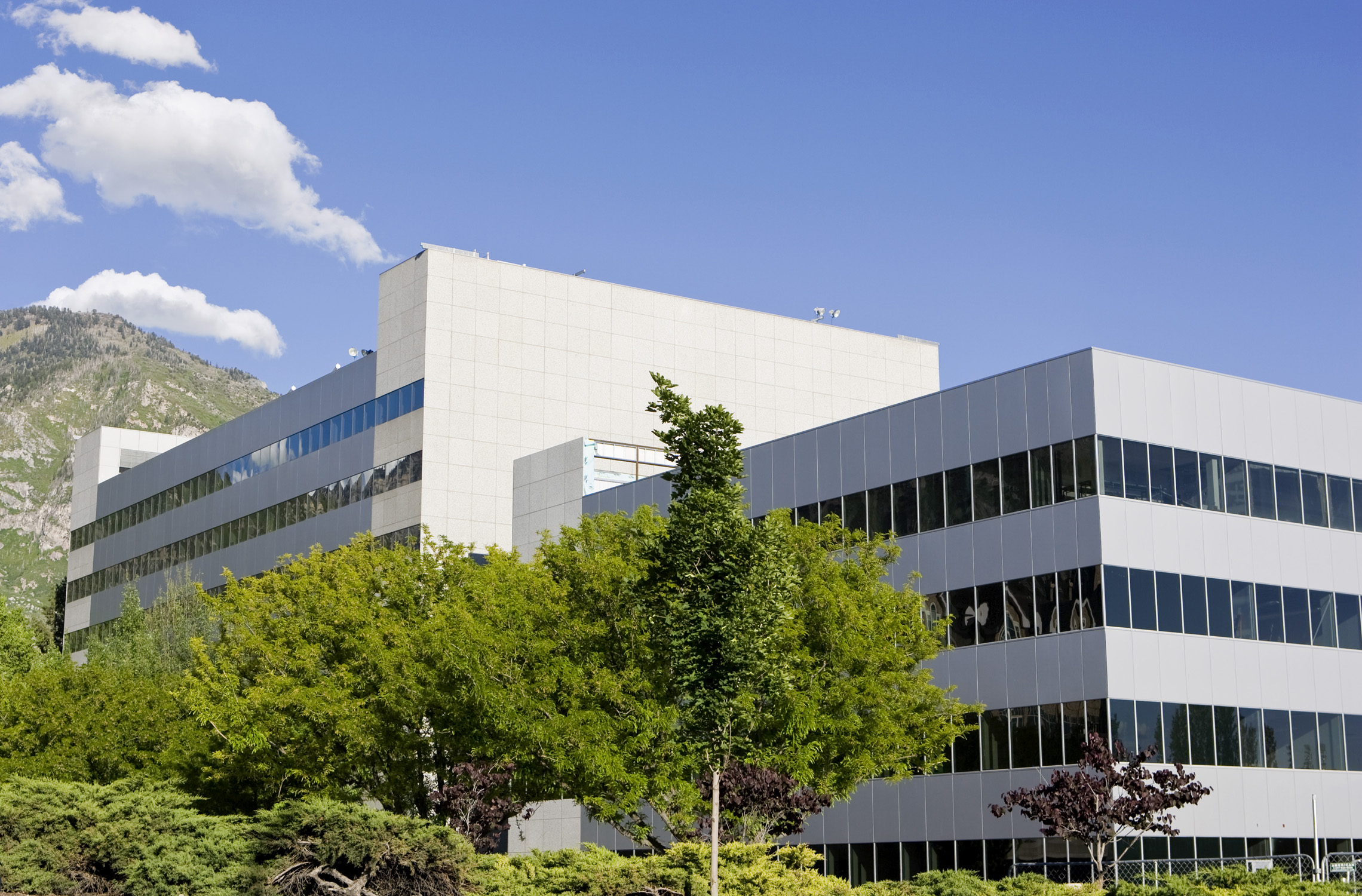
메리어트 스쿨이 위치한 Tanner Building

BYU의 경영대학인 메리어트 스쿨(The Marriott School of Management)은 여러 분야에서 인정을 받았는데, 특히 매니지먼트학과 회계학이 뛰어나다.
- The Wall Street Journal지는 2007년 메리어트 스쿨의 MBA 과정을 지역 경영대학 랭킹에서 전미 1위에 선정한 바 있다.
- 비지니스 위크(BusinessWeek)지는 2009년 메리어트 스쿨의 전 학부과정을 전미 5위에 선정하였다.[5]
- 2007년도, 메리어트 스쿨의 회계학부는 Financial Times지의 '세계 경영대학 랭킹(Global Ranking of Business Schools)'에서 1위 자리에 올랐다.[6]
- PAR(Public Accounting Report)지에 따르면 2007-2008년도 회계학 과정은 전미 3위였으며, 같은 해 석사과정은 전미 1위였다.[7]

### 국제적 포커스
BYU학생의 3/4는 일정수준 이상의 외국어를 구사 할 수 있다(총 107개 언어). 이는 학생들의 45%는 예수 그리스도 후기성도 교회의 선교사로서 해외 선교활동을 하기 때문이기도 하다. 일반적으로 매 학기 학생의 1/3은 외국어 수업을 등록하는데, 이는 국가 평균의 4배 이상의 외국어 코스 등록률이다. BYU는 60개 이상의 언어 코스를 제공하는데, 이 중에는 다른 학교에서는 찾아 볼 수 없는 여러 고급레벨 클래스가 포함된다. 몇몇 언어 코스들은 미국에서 가장 큰 프로그램이기도 한데, 러시아어가 한 예이다. BYU는 미국 교육부가 선정한 "중동 언어 정보 센터(Middle East Langauge Resource Center)"로서, 중동 지역의 전문가들의 허브로 발전하였다. 또한 국제비지니스 교육연구센터(Center for International Business Education Research)로 선정되어, 국제경영에 종사하고 있는 많은 이들에게 외국어 트레이닝을 제공하기도 한다.
BYU는 런던, 예루살렘과 파리를 포함 다른 20여개국에 부속센터를 두고 있다. 매년 약 2000명의 학생들은 이 프로그램에 참가한다. 2001년, Institute of International Education은 BYU의 유학 프로그램을 미국 내 1위로 선정하였다. 2000년 제2차 팔레스타인 봉기와 이스라엘-레바논 전쟁으로 인해 문을 닫은 BYU 예루살렘 센터는, 2007년 겨울학기 재오픈 하였다.
이외에도 학생들의 언어 교육에 도움이 되는 프로그램이 많은데, 그 중 하나가 외국 영화를 정기적으로 상영하는 International Cinema이다. 이는 대학 주최의 영화 프로그램으로는 가장 크고 오래되었다. BYU는 또한 Foreign Language Student Residence라는 기숙사를 설립, 오직 정해진 언어만 사용할 수 있는 환경을 만들어, 학생들의 언어 습득에 도움이 되도록 하고 있다. 이를 더욱 효과적으로 하기 위해, 매 아파트마다 원어민 한명씩과 같이 살도록 되어 있다.

### 학문의 자유
1992년, BYU는 학문의 자유에 대해 새로운 성명서의 초안을 작성하였는데, 이는 다음 경우에 규제를 두겠다는 것이었다.
1. 교수가 예수 그리스도 후기성도 교회의 근본적인 교리에 반하거나 모순되는 발언을 한 경우
2. 교수가 예수 그리스도 후기성도 교회의 지도자들을 고의적으로 공격하거나 비웃는 경우
3. 교수가 다른 이에 대해 불성실하거나 불법적으로, 음란하거나 신성 모독적으로, 혹은 과도하게 무례한 표현을 하여 교칙(Honor Code)를 어기게 되는 경우

때로는 위와 같은 새로운 행동규제에 훈련된 몇몇 교수들로 인해 문제가 일어나기도 하였다. 미국대학교수협회(AAUP, American Association of University Professors)는 “학문 자유의 침해는 비참할 정도로 흔하고, 학문 자유의 풍토는 매우 불건전하다”라고 밝혔다. Associate Academic Vice President인 짐 고든(Jim Gordon)은 ‘일찍이 모두에게 공표하기만 한다면 학문의 자유에 규제를 허용한다는 단체들로부터 인가를 받았기에, 92년의 성명서는 BYU의 대학 인가에 영향을 끼치지는 않았다’고 밝혔다.
AAUP가 가장 큰 문제로 삼았던 것은 교수진에 가해지는 종교의 압박이 아니라, 성명서가 더욱 일찍 발표됐어야 한다는 점이다.
“미국대학교수협회는 학문의 자유에 대한 어떠한 교리적 규제는 글로서 명확하게 표기되어야 함을 요구하는 바이다. 본 협회는 브리검영 대학교가 이 조건을 충족시키는데 실패하였다고 결론은 내린 바이다.”

## 조직
BYU는 후기성도 교회의 교회 교육 시스템(CES, Church Educational System)에 속한다. 총장을 이사장으로 두고 있는 이사회가 BYU를 관리한다. BYU는 194개의 학사 학위, 68개의 석사 학위와 25개의 박사 학위, 그리고 Juris Doctor(JD, 직역하면 법학 박사이나, 실제로는 한국의 법학 학사와 석사 중간의 학위이므로 논란이 있음) 과정을 모두 제공한다. 이 모든 과정들은 다음 11개의 학부가 관리한다.
- David O. McKay School of Education (맥케이 교육대학)
- Ira A. Fulton College of Engineering and Technolgoy (풀턴 공과대학)
- Family, Home, and Social Science (사회과학대학)
- Fine Arts and Communications (예체능 및 커뮤니케이션대학)
- Health and Human Performance (운동과학 및 보건대학)
- Humanities (인문대학)
- J. Reuben Clark Law School (법학대학원)
- Life Science (생명과학대학)
- Marriott School of Management (메리어트 경영대학)
- Nursing (간호대학)
- Physical and Mathematical Science (물리 및 수학대학)

BYU는 David M. Kennedy 국제학 센터, 종교교육, 일반학부교육, 대학원, 자율전공, 평생교육원 및 어너스 프로그램과 같은 복합 프로그램도 제공한다. BYU의 겨울학기는 타 대학들에 비해 일찍 끝나는데 (4월), 이는 봄방학이 없기 때문이다. 학생들은 이를 통해 인턴십이나 그 외 다른 여름활동을 일찍 즐길 수 있다. 전형적으로 일년을 크게 가을학기(9월 – 12월)와 겨울학기(1월 - 4월)로 나눌 수 있으며, 이외에도 두 개의 짧은 봄학기(5월 – 6월)와 여름학기(6월-8월)로 나눌 수 있다.

## 캠퍼스

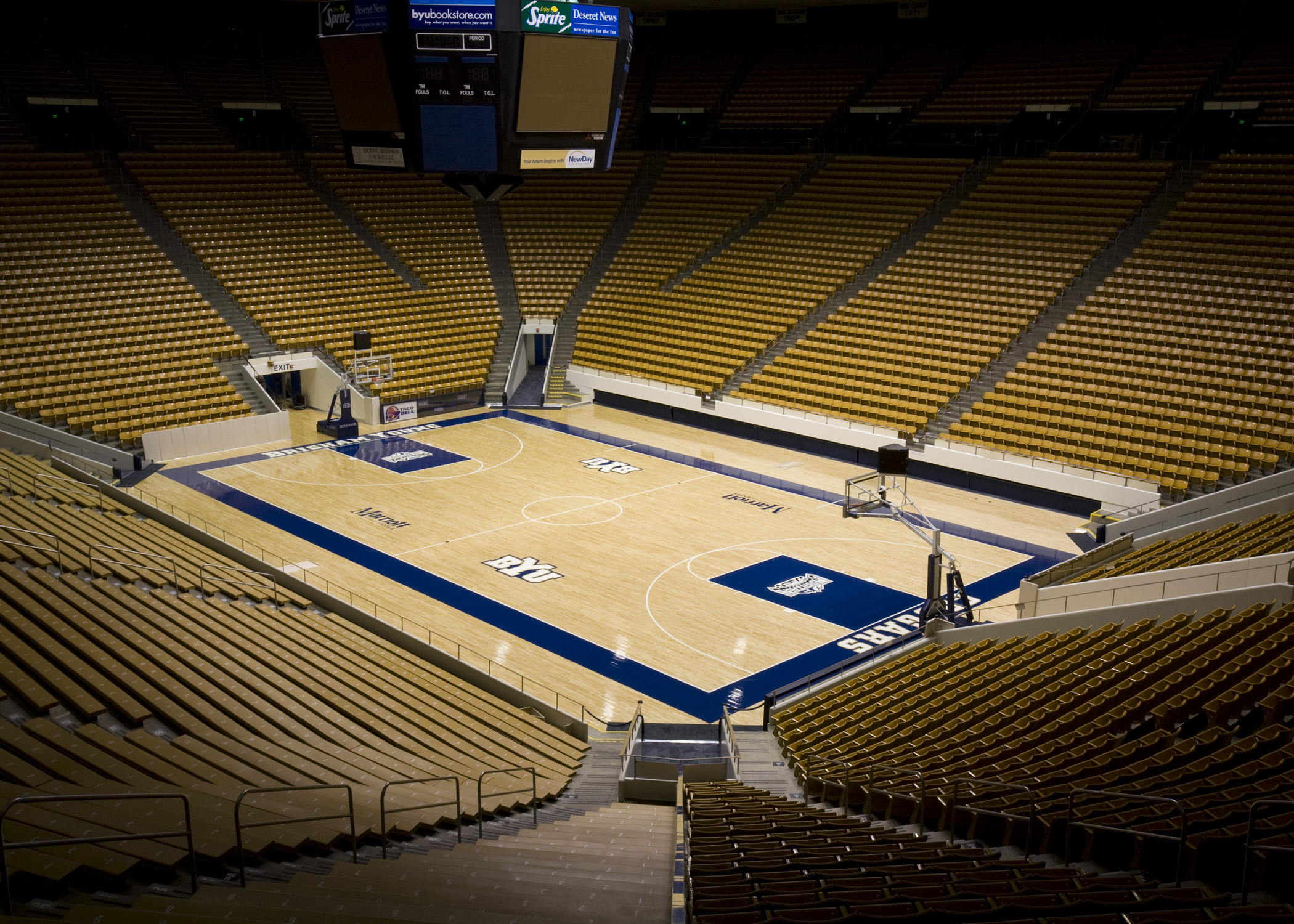
BYU Marriott Center에 위치한 농구장

BYU 캠퍼스는 워새치 산맥(Wasatch Mountains)에 자리잡고 있으며, 약 560 에이커 (2.3 km2)에 다르는 면적에 311개의 빌딩이 있다. 빌딩들은 여러 다른 종류의 스타일로 건축 되었으며, 각 빌딩은 시대에 맡게 지어졌다. 캠퍼스의 풀과 나무, 그리고 꽃들은 완벽하게 관리된다. BYU 신입생 오리엔테이션은 실제로 신입생들에게 “Courgars(BYU 운동팀의 마스코트, BYU 학생들을 칭함), 지름길로 다니지 마세요!”라는 것을 강조한다. 교실을 찾아갈 때 지름길로 풀을 밟고 지나다니지 말자는 것이다. 팀파노고스 산을 포함한 워새치 산맥이 캠퍼스를 감싸고 있다.

### 건축물
85만개가 넘는 컬렉션과 약 158km에 이르는 책장은 물론, 4천 6백 여명이 수용된다. Spencer W. Kimball Tower는 유타 프로보시에서 가장 높은 건물이며, 여러 학부들이 자리하고 있다. BYU의 메리어트 센터(Marriott Center)는 농구장으로도 사용되며, 2만 3천명을 수용할 수 있으며, 미국 전역에서 가장 큰 대학 운동 경기장들에 속한다. 참고로 BYU에서 가장 인기있는 운동은 미식축구와 농구인데, 경기 시즌만 되면 많은 학생들이 파란색의 Cougar옷을 입고 열광하기도 한다.

## 저명한 동문

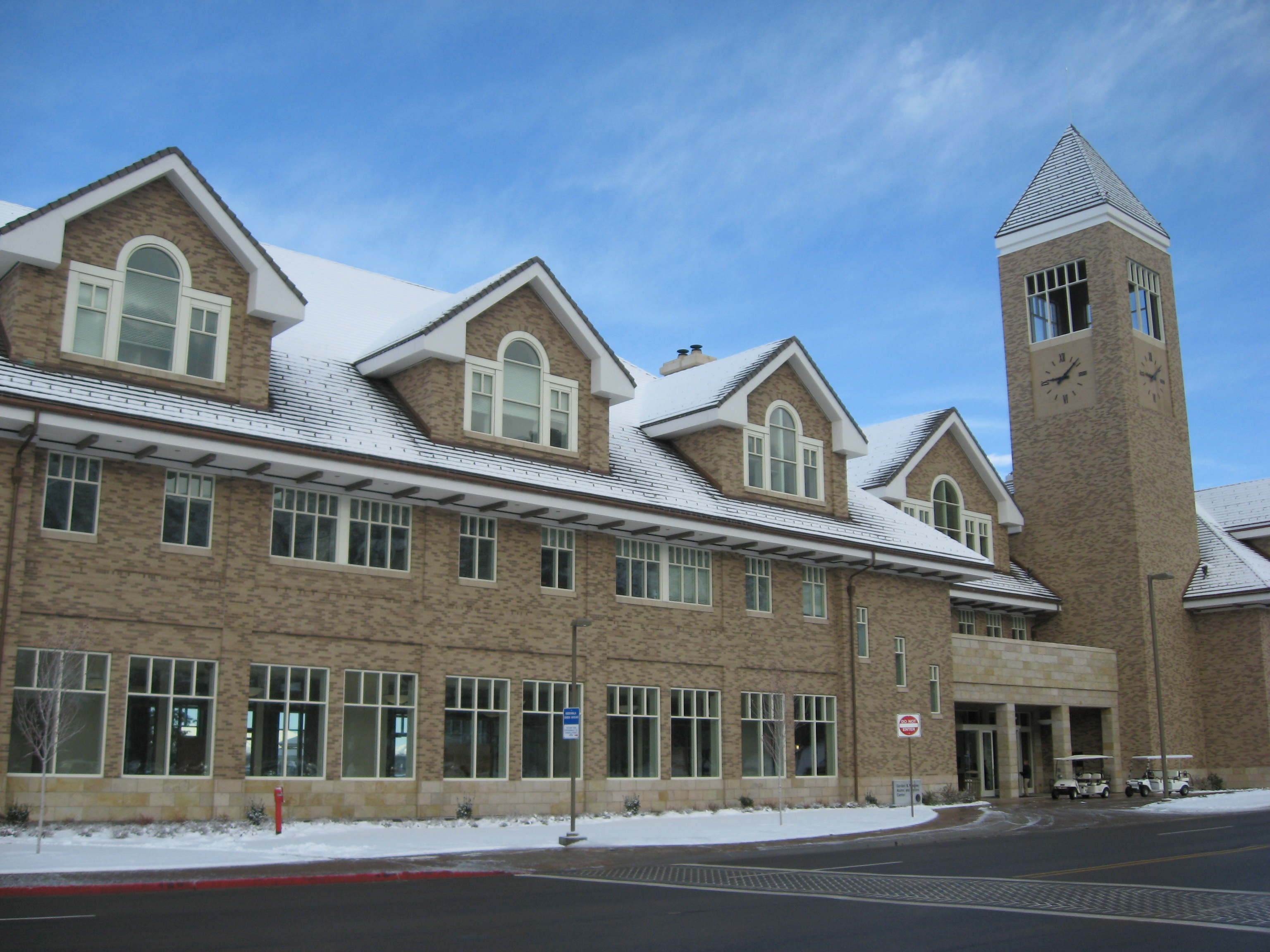
BYU 동문 및 방문자를 위한 건물인 Hinckley Alumni and Visitors Center

BYU 동문은 미국 전역은 물론 세계로 뻗어 나가 있다. 현존하는 BYU 동문 수는 약 362,000명이다. 동문 및 동문회 관련 업무는 BYU의 'Gordon B. Hinckley Alumni and Visitors Center'에서 담당하고 있다.

## 같이 보기
- BYU 법학대학원
- 메리어트 경영대학